# Bảo Định Giang
Bảo Định Giang (tên thật là Nguyễn Thanh Danh; 1919 – 2005), là nhà cách mạng, nhà thơ, nhà nghiên cứu văn học Việt Nam, được tặng Giải thưởng Nhà nước về Văn học Nghệ thuật năm 2001.

## Tiểu sử
Bảo Định Giang sinh tháng 11 năm 1919, tại xã Mỹ Thiện, huyện Cái Bè tỉnh Tiền Giang, xuất thân trong một gia đình địa chủ phá sản.
Bảo Định Giang học trung học ở Mỹ Tho và tốt nghiệp thời Pháp thuộc.  Từ năm 1939 cùng với bác sĩ Dương Tấn Tươi thành lập Hội Khuyến học Mỹ Tho. Trong thời kỳ chống Pháp ông hoạt động thông tin báo chí, chủ yếu ở vùng Đông Nam Bộ và Đồng bằng sông Cửu Long.
Cách mạng tháng 8 năm 1945 bùng nổ ông tham gia cướp chính quyền, nhận những công tác cách mạng yêu cầu. Năm 1947, ông được cử làm Trưởng đoàn tuyên truyền Khu 8 và sau đó kiêm chủ bút báo Tổ quốc, cơ quan của quân dân chiến khu 8. Cuối năm 1949, ông được điều động lên làm Trưởng ban tuyên truyền Bộ tư lệnh Nam Bộ, được cử làm Chi hội phó Chi hội Văn nghệ Nam Bộ.
Vào cuối thời kỳ Kháng chiến Chống Pháp ông tập kết ra Bắc. Hoà bình lập lại ông vẫn hoạt động trong giới văn học. Ông là hội viên sáng lập Hội nhà văn Việt Nam (1957). Ông đã đảm nhiệm các chức vụ: Trưởng phòng Văn nghệ Ðài Phát thanh Tiếng nói Việt Nam, Phó Vụ trưởng Vụ miền Nam và Phó Vụ trưởng Vụ Văn nghệ Ban Tuyên huấn Trung ương; Phó Tổng Thư ký Hội liên hiệp Văn học Nghệ thuật Việt Nam; Phó Chủ tịch Hội Văn nghệ Dân gian Việt Nam; Giám đốc, Tổng Biên tập Nhà xuất bản Giải phóng (đặt tại Hà Nội); Tổng Biên tập tuần báo Văn nghệ.
Sau khi đất nước thống nhất, ông trở về miền Nam công tác tại Thành phố Hồ Chí Minh đảm nhận các chức vụ: Tổng biên tập báo Văn nghệ thành phố Hồ Chí Minh; Phó Trưởng ban Văn hóa Văn nghệ Thành ủy, Chủ tịch Hội liên hiệp Văn học Nghệ thuật TP Hồ Chí Minh; Phó Chủ tịch Liên hiệp các hội Văn học Nghệ thuật Việt Nam (1995-2000).
Ông từ trần hồi 6 giờ 20 phút ngày 1 tháng 2 năm 2005 tại Bệnh viện Thống Nhất, Thành phố Hồ Chí Minh.

## Sự nghiệp
Tận trung với nước, chung thủy với bạn bè, là người quản lý và cũng là người công bộc của nền văn nghệ Việt Nam suốt mấy chục năm qua, không bao giờ Bảo Định Giang ngơi nghỉ.
Một trong những thành tựu có ý nghĩa lớn của sự nghiệp trước tác Bảo Định Giang là nằm ở phần nghiên cứu, phê bình, chính luận. Một nhà quản lý văn hóa - văn nghệ có công lớn, một nhà sáng tác - biên khảo có tâm.
Ông được Đảng và Nhà nước Việt Nam tặng thưởng: Huân chương Ðộc lập hạng nhì; Huân chương kháng chiến hạng nhì; Huân chương kháng chiến chống Mỹ, cứu nước hạng nhất; Huân chương Chiến công hạng ba; Huy hiệu 50 năm tuổi đảng.
Năm 2001, ông được tặng Giải thưởng Nhà nước về Văn học Nghệ thuật với các tập thơ: Đường Giải phóng, Ca dao Bảo Định Giang và tác phẩm nghiên cứu Văn thơ yêu nước Nam Bộ.

### Những câu văn nổi tiếng
- Câu thơ của ông đã thành câu ca dao quen thuộc được nhân dân truyền tụng:

| “                                           | :Tháp Mười, đẹp nhất bông sen Nước Nam đẹp nhất có tên Cụ Hồ | ” |
| — nhà thơ Bảo Định Giang viết vào năm 1946. |                                                              |   |

- Câu đối của ông điếu Chế Lan Viên:

| “                         | ::Đại thụ ngã rồi, vườn cũ qua chơi, trời thấy trống, Hùng văn để lại, người xưa đi vắng, mực còn thơm. | ” |
| — nhà thơ Bảo Định Giang. | |   |

## Tác phẩm
Ông có trên 30 tác phẩm gồm ca dao, thơ, kịch bản, nghiên cứu phê bình tiêu biểu như:
- Ca dao Đồng Tháp (ca dao, 1947)
- Đồng xanh máu đỏ (kịch, 1948)
- Ca dao gọi lính (ca dao, 1948)
- Hả dạ (kịch, 1949)
- Những bàn tay xây dựng (kịch, 1949)
- Thơ, văn yêu nước Nam Bộ nửa cuối thế kỷ XIX (nghiên cứu, 1962)
- Mấy vấn đề văn nghệ yêu nước và cách mạng (nghiên cứu, 1964)
- Đường giải phóng (kịch, 1970)
- Đường giải phóng (tập thơ, 1977)
- Nguyễn Thông, con người và tác phẩm (cùng với Ca Văn Thỉnh, 1984)
- Đêm huyền diệu (tập thơ, 1985)
- Dòng sông cuộc đời (tập thơ, 1986)
- Ca dao sau giải phóng (ca dao, 1987)
- Mây trắng bến nhà Rồng (tập thơ - ca dao, 1989)
- Sen đồng (tập thơ, 1990)
- Ca dao Bảo Định Giang (ca dao, 1990)
- Đảng, Lời nguyền (ca dao, 1991)
- Trong mỗi trái tim (tập thơ, 1993)
- Thuyền chở đạo (tập thơ, 1994)
- Lục Vân Tiên, Kiều Nguyệt Nga (kịch bản phim, 1990)
- Những ngôi sao sáng trên bầu trời văn học Nam Bộ nửa sau thế kỷ XIX (nghiên cứu, 1990)
- Văn nghệ - một thời để nhớ (sưu tầm, 1996)
- Bùi Hữu Nghĩa, con người và tác phẩm (nghiên cứu, 1998)

## Vinh danh
- Giải thưởng Nhà nước về Văn học Nghệ thuật năm 2001

### Khen thưởng
- Huân chương Ðộc lập hạng nhì;
- Huân chương Kháng chiến hạng nhì;
- Huân chương Kháng chiến chống Mỹ, cứu nước hạng nhất;
- Huân chương Chiến công hạng ba;
- Huy hiệu 50 năm tuổi Đảng.

### Giải thưởng văn học
- Giải thưởng Uỷ ban toàn quốc Liên hiệp các Hội Văn học Nghệ thuật Việt Nam cho tác phẩm Trong mỗi trái tim.[6]

## Gia đình
Con trai thứ 3 của ông là kiến trúc sư Nguyễn Trường Lưu – Chủ tịch Hội Liên hiệp Văn học nghệ thuật Thành phố Hồ Chí Minh.